# Pesque-pague

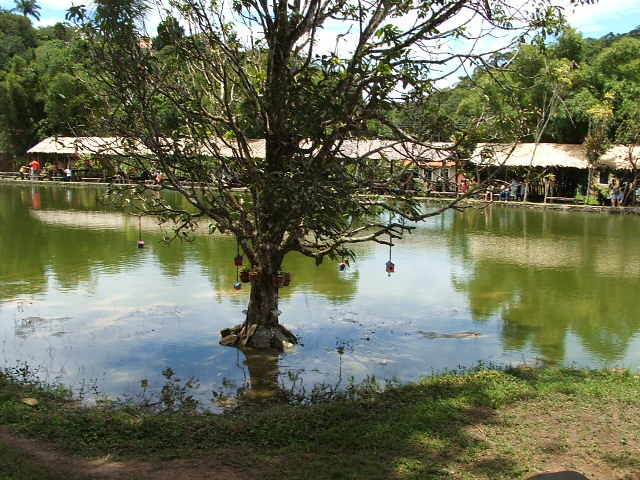
Pesque e pague em Guaramiranga

Os pesque-pague são fazendas nas quais é possível passar o dia pescando e depois pagar pela quantidade de peixes que a pessoa conseguiu fisgar. Em geral, são fazendas que possuem lagos, artificiais ou naturais, nos quais o pescador paga pela quantidade de quilo(s) pescados durante o dia.